# 혁노협 서기장 우치게바살인사건
혁노협 서기장 우치게바살인사건(일본어: 革労協書記長内ゲバ殺人事件 카쿠로쿄쇼키쵸우치게바사츠진지켄[*])은 1977년 2월 11일, 이바라키현 토리데시에서 발생한 우치게바살인사건이다.
일본 신좌파 정파인 혁노협(사청동 해방파)과 혁마르파는 1973년 9월 15일 가나가와대학 우치게바살인사건 이후 피로 피를 씻는 우치게바 살인을 거듭하고 있었다. 이 사건의 피살자인 카사하라 마사요시는 당시 혁노협 서기장이었다.
1977년 2월 11일 오후 7시 25분경, 이바라키현 토리데시 국철 조반선 토리데역 서측 출입구 앞 노상에서, 혁마르파 멤버들이 카사하라가 타고 있는 자동차의 앞뒤로 차를 끼어들어 포위하고, 쇠파이프로 카사하라를 마구 내려친 뒤 도주했다. 카사하라는 곧바로 마츠도시립병원으로 이송되었지만 다음날 12일 오전 10시 20분 사망했다.
2월 21일자 혁마르파 기관지 『해방』에서 혁마르파가 범행을 인정하는 성명을 내면서, 이바라키현경찰은 혁마르파에 의한 우치게바살인사건으로 단정했다.
이후 혁노협은 “혁마르파 해체”를 내걸고 보복을 선언했다. 혁노협은 두 달 뒤 우라와 차량방화 우치게바살인사건을 일으켜 혁마르파 멤버 4명을 태워 죽였다.

## 참고 자료
- 『過激派事件簿40年史』立花書房、2001年